# Encinasola
Encinasola är en ort och kommun i provinsen Huelva i den autonoma regionen Andalusien i sydvästra Spanien. Orten ligger cirka 98 kilometer norr om Huelva. Kommunen har 1 260 invånare (2024), på en yta av 177,68 km². Kommunen gränsar till Portugal i väster.